# All For Love〜愛こそすべて〜
「All For Love〜愛こそすべて〜」（オール・フォー・ラヴ〜あいこそすべて〜）は、Skoop On Somebody + The Real Groupのシングル。

## 概要
「Skoop On Somebody + The Real Group (SOS + TRG)」名義でのシングル。
レコーディングはThe Real Groupの母国スウェーデンにて行われた。
カップリングでは、日本、スウェーデンそれぞれを代表する曲である「Sukiyaki」（坂本九）および「SOS」（ABBA）をカバーした。

## 収録曲
編曲：Anders Jalkeus (The Real Group) & SOS（特記以外）
1. All For Love〜愛こそすべて〜
  - 作詞・作曲：シライシ紗トリ・Anders Edenroth (The Real Group)
  - 編曲：シライシ紗トリ
2. Sukiyaki
  - 作詞：永六輔　作曲：中村八大
3. SOS
  - 作詞・作曲：Benny Anderson, Stig Anderson & Björn Ulvaeus